# Arpaçay (Azerbaigian)
Arpaçay è un comune dell'Azerbaigian situato nel distretto di Şərur.